# 줄리어스 코리르
줄리어스 코리르(Julius Korir, 1960년 4월 21일 ~ )는 전 케냐의 육상 선수로 1984년 로스앤젤레스 올림픽 3000m 장애물경주 금메달리스트였다.
난디에서 태어나 1982년 국제 육상 장면으로 올라가 브리즈번에서 열린 코먼웰스 게임에서 놀라운 승리를 거두었다.
1983년 시즌에는 자신의 시간을 향상시켰으나 세계 육상 선수권 대회에서는 7위로 오고 말았다. 로스앤젤레스 올림픽에서 준결승전을 우승하면서 지속적으로 향상시켰으며 자신을 금메달 획득을 위한 경쟁자로서 설립하였다. 결승전에서 코리르는 항상 지도력 선수들과 함께하면서 남은 반바퀴를 전력으로 달려 우승하였다.
부상으로 인하여 1985년 시즌을 놓쳤고 몇년을 더 활약하다가 다시는 주요 국제 선수권 대회에서 자신의 나라를 대표하지 않았다.